# Соціал-ліберальна партія (Молдова)
Соціал-ліберальна партія (рум. Partidul Social-Liberal) — політична партія у Молдові у 2001–2008 рр. Виступала за унітарну молдовську державу, за визнання Молдови як «другої румунської держави», за федеративний устрій Європи. Головою партії з моменту заснування до 2008 був Олег Серебрян (Oleg Serebrian). На парламентських виборах 2005 року партія брала участь у складі виборчого блоку «Демократична Молдова», отримавши 3 мандати (зі 101) у парламенті республіки.

## Історія партії
Заснована 9 травня (День Європи) 2001 року шляхом злиття Групи соціал-ліберальної ініціативи і Християнсько-демократичної ліги жінок. У листопаді 2001 до СЛП долучилася також Національна ліга молоді Молдови, а 1 грудня 2002 і Партія демократичних сил. У 2008 році злилася з Демократичною партією, Олег Серебрян став першим віце-головою ДПМ.

## Результати на виборах
На загальних місцевих виборах 2003 року Соціал-ліберальна партія брала участь у блоці з Соціал-демократичною партією Молдови.
- Муніципальні та районні ради — 4,43% голосів і 38 мандатів
- Міські та сільські ради — 4,72% голосів і 500 мандатів

На парламентських виборах 2005 року Соціал-ліберальна партія брала участь у складі блоку «Демократична Молдова». Блок «Демократична Молдова» набрав 28,53% голосів і 34 мандати, з яких 3 мандата дісталося Соціал-ліберальної партії.
На загальних місцевих виборах 2007 а Соціал-ліберальна партія брала участь самостійно.
- Муніципальні та районні ради — 3,77% голосів і 30 мандатів
- Міські та сільські ради — 3,44% голосів і 321 мандат